# Túnel de escape

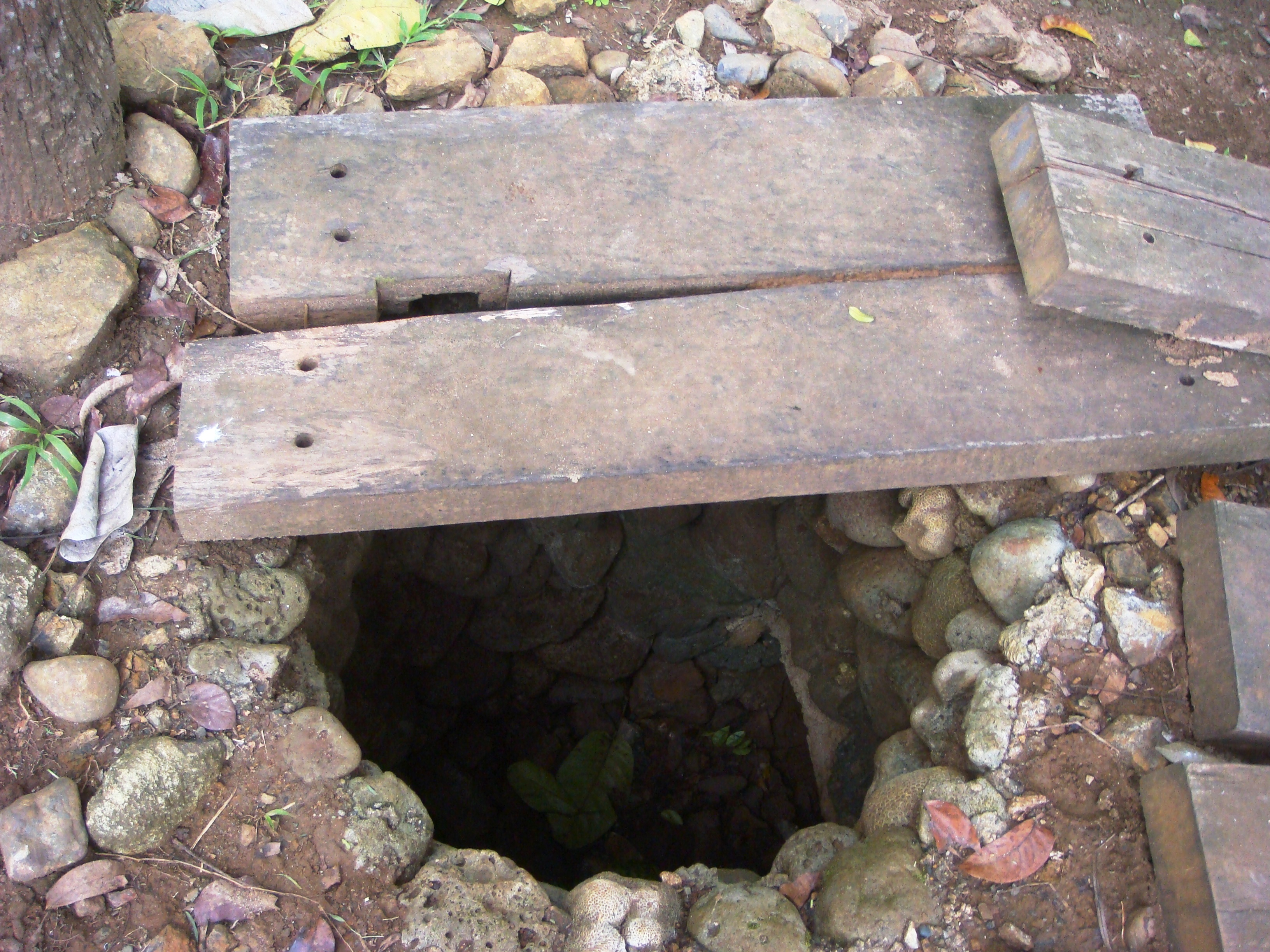
Túnel de escape en Filipinas.

Un túnel de escape es una forma de pasaje secreto usado como parte de un escape. Los túneles son por lo general cavados por personas encarceladas en campos de prisioneros de guerra o en prisiones.
En los túneles para tránsito de autos o en túneles para ferrocarriles, hay túneles más estrechos que permiten a las personas escapar a pie en caso de un accidente o de fuego en el túnel principal. Por ejemplo, entre los dos túneles del Eurotúnel hay un túnel de acceso por el que puede entrar incluso un camión de bomberos.

## Escapes reales

### Escapes exitosos
Los siguientes escapes fueron por lo menos un éxito parcial, en que los prisioneros atravesaron el túnel por completo:
- El escape de Stalag Luft III dirigido por Roger Bushell durante la Segunda Guerra Mundial. La historia fue adaptada al cine en El gran escape
- Island Farm  Archivado el 9 de febrero de 2006 en Wayback Machine.
- Moises Teixeira da Silva, un ladrón convicto escapó con otros 100 prisioneros a través de un túnel de la prisión de Carandiru en São Paulo, Brasil
- Peter Butterworth, un actor inglés de comedia escapó brevemente de Dugaluft, cerca de Fráncfort
- Veintitrés prisioneros de la Organización de Seguridad Política en Yemen, incluyendo el convicto "mente maestra" del bombardeo del USS Cole Jamal al-Badawi, escaparon de su celda cavando un túnel el 3 de febrero de 2006
- Joaquín Guzmán Loera, alias el Chapo, escapó el 11 de julio de 2015 a través de un túnel de más de 1 kilómetro de longitud, el cual contaba con ventilación e iluminación, además de una motocicleta adaptada para funcionar sobre un riel en el interior.

### Escapes no exitosos
- Prisioneros de Camp Bucca, una prisión dirigida por los Estados Unidos en Irak, completaron su túnel pero no pudieron usarlo, ya que fue descubierto en marzo de 2005 .

- Prisioneros de la Cárcel Colina II, una prisión chilena ubicada en la capital, fue descubierto un impresionante túnel de más de 96 m de largo fue encomendado por narcotraficantes a un grupo de sujetos que recibían un sueldo de alrededor de 1000 dólares mensuales, el túnel tenía unos 2 m de ancho x 1,2 m de alto, ventilación y luz eléctrica, el túnel al cual solo le faltaban unos 5 m para llegar al recinto penitenciario fue descubierto por la Policía de Investigaciones y Gendarmería el 12 de marzo de 2008, por su magnitud, un hecho realmente inaudito en la historia penitenciaría chilena..

## Escapes ficticios
- Agamemnon Busmalis del programa de televisión Oz
- El conde de Montecristo
- Hogan's Heroes
- Sueños de fuga
- Stalag 17
- Prison Break

- Datos: Q5397108